# Lymnaea columella
Lymnaea columella är en snäckart. Lymnaea columella ingår i släktet Lymnaea och familjen dammsnäckor. Inga underarter finns listade i Catalogue of Life.

## Bildgalleri

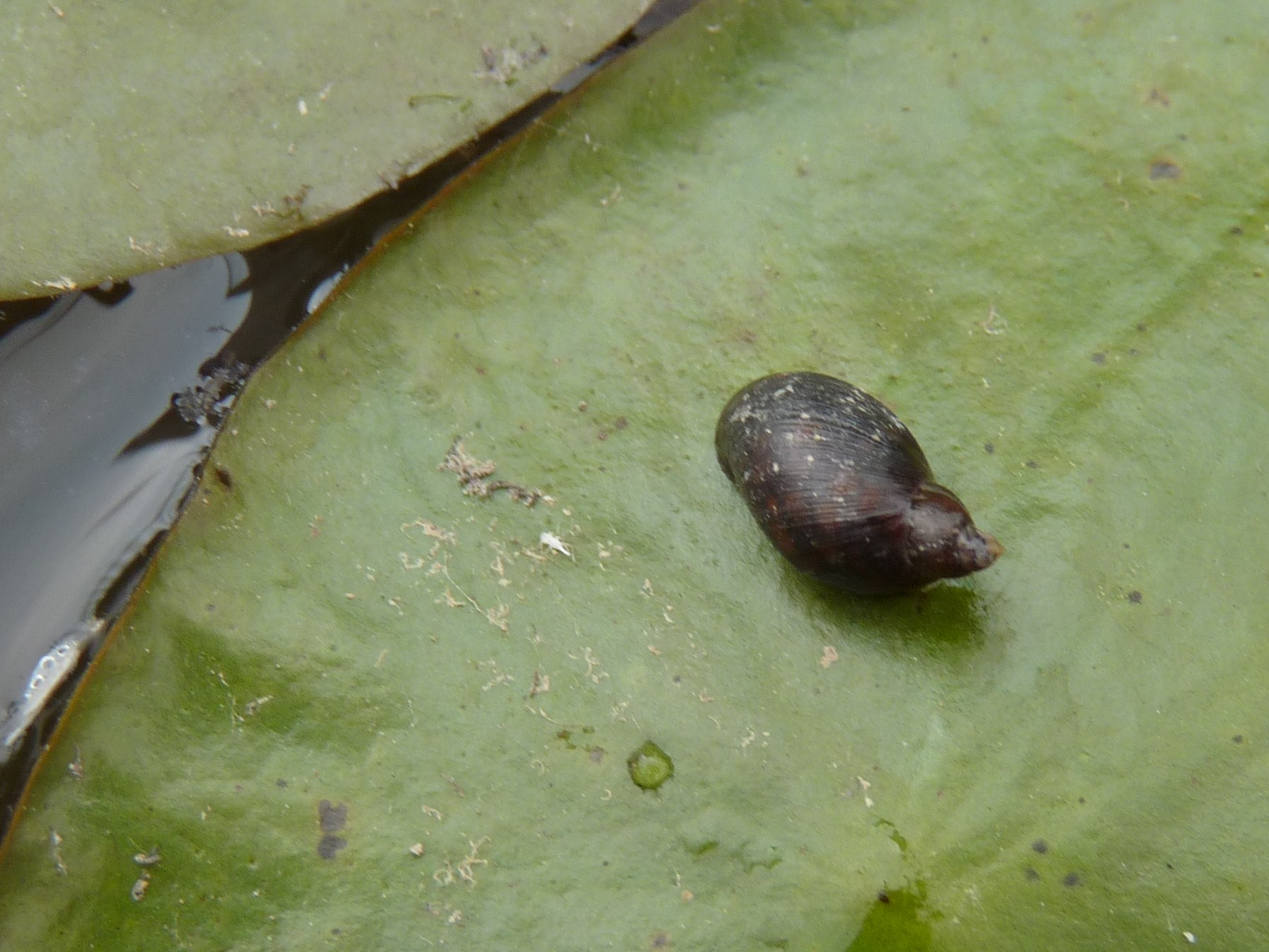
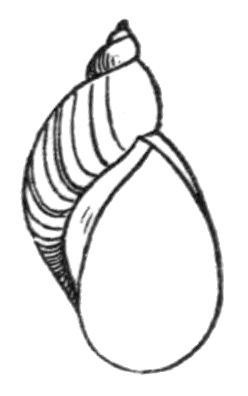